# Marc Volk
Marc Volk (* 1967 in Stuttgart) ist ein deutscher Künstler und Fotograf der konkreten Fotografie.

## Leben
Marc Volk, Sohn eines Mode- und Werbefotografen aus Stuttgart, absolvierte ein Studium für Kommunikationsdesign und Fotografie an der Universität Essen und an der Gerrit Rietveld Academie in Amsterdam. Volk war von 2007 bis März 2020 Dozent an der Neuen Schule für Fotografie Berlin.

## Einzelausstellungen (Auswahl)
- Neglected, Galerie Monika Wertheimer, Oberwil (CH)[1]
- Public Privacy, Galerie Monika Wertheimer, Oberwil (CH)
- Fotografische Arbeiten, Hohenloher Kunstverein, Langenburg
- Public Privacy, 14-1 Galerie, Stuttgart
- Nur für Mitglieder, Galerie im Saalbau Neukölln, Berlin
- ränder rauschen remixed, Galerie J.J.Heckenhauer, Berlin[2]
- Aus der Dunkelheit, Kulturhaus Osterfeld, Pforzheim
- Ränder|Rauschen, Museum für Kunst und Gewerbe Hamburg
- Public Privacy, Galerie im Rathaus Tempelhof, Berlin 2014[3]
- Raster 384, Galerie J.J. Heckenhauer, Berlin 2007[4]
- Ränder/Rauschen, Galerie Jarmuschek, Berlin 2003[5]

## Gruppenausstellungen (Auswahl)
- Come Home, Köln
- imagesagainstwalls, Horizonte Zingst
- SameTime / SamePlace, Der Prozess, hunchentoot goes out, Berlin
- Träum weiter, taz-Kongreß, Haus der Kulturen der Welt, Berlin
- Come Home, La Palma, Berlin, São Paulo
- Reale und konstruierte Orte, Galerie J.J. Heckenhauer, Berlin

### Auszeichnungen
- 2013:  Einer von 13 Gewinnern des Internationalen Fotowettbewerbs „My Secret Life“[6]
- 2011:  Auszeichnung beim Europäischen Architekturfotografiepreis[7]

## Werke
- Marc Volk: Aus der Dunkelheit Verlag Ed. Heckenhauer 2002, ISBN 3-9806079-7-6.